# Đường Sukhumvit

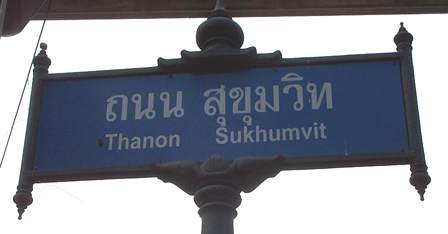
Biển báo đường Sukhumvit (Thanon Sukhumvit) bằng chữ Thái và chữ Latin

Đường Sukhumvit (tiếng Thái: ถนนสุขุมวิท, RTGS: Thanon Sukhumwit, phát âm [tʰā.nǒn sùʔ.kʰǔm.wít]), hoặc Cao tốc 3 (tiếng Thái: ทางหลวงแผ่นดินหมายเลข 3), là một tuyến đường chính ở Thái Lan, và tuyến đường quan trọng liên kết Băng Cốc với các thành phố khác. Nó dọc theo tuyến đường ven biển từ Băng Cốc đến huyện Khlong Yai, Trat tiếp giáp với Koh Kong, Campuchia.
Đường Sukhumvit được đặt theo tên của vị giám đốc thứ năm của Cục Đường cao tốc, Phra Bisal Sukhumvit. Nó là một trong bốn tuyến cao tốc chính ở Thái Lan, cùng với Đường Phahonyothin (Cao tốc số 1), Đường Mittraphap (Cao tốc số 2) và Đường Phetkasem (Cao tốc số 4).

## Tuyến đường
Đường Sukhumvit bắt đầu từ Băng Cốc, một sự tiếp nối của đường Rama I và Phloen Chit tại quận Pathum Wan. Bắt đầu từ vòng xoay nơi ranh giới của quận Khlong Toei, Pathum Wan và Watthana, nó chạy dọc hầu hết toàn bộ chiều dài của ranh giới Khlong Toei và Watthana, rồi đi qua quận Phra Khanong và Bang Na.
Sau đó nó đi qua ranh giới giữa Băng Cốc và Samut Prakan và sau đó tiếp tục về phía Đông qua Chachoengsao, phía Nam đi qua Chonburi ôm dọc Khao Khiao Massif, phía Đông đi qua Rayong, Đông Nam đi qua Chanthaburi, và kết thúc tại làng Ban Hat Lek ở Trat.
Tại tỉnh Chonburi nó đi qua các thị trấn Chonburi, Laem Chabang, Bang Lamung township, Si Racha, và Pattaya.